# کمی‌یوکی
کمی‌یوکی رودی است که به خلیج بوتنیان می‌ریزد. این رود از کشور فنلاند می‌گذرد.